# Qiagen
Qiagen N.V. ist ein börsennotierter Anbieter von Probenvorbereitungs- und Testtechnologien für die molekulare Diagnostik, akademische Forschung, pharmazeutische Industrie und angewandte Testverfahren mit Standorten in mehr als 25 Ländern. Die weltweite Unternehmenszentrale der Qiagen-Gruppe befindet sich in Venlo (Niederlande). Die regionalen Zentralen für Europa, Amerika, China und Asien-Pazifik sind in Hilden bei Düsseldorf (Deutschland), Germantown, Maryland (USA), Shanghai (China) und Singapur ansässig.

## Geschichte
Die heutige Gesellschaft wurde am 29. November 1984 von Metin Colpan, Karsten Henco, Detlev Riesner und Jürgen Schumacher an der Universität Düsseldorf als Diagen Institut für Molekulare Diagnostik gegründet. Den Beginn der Unternehmenstätigkeit von Qiagen markierte die Entwicklung neuer Methoden für die Aufreinigung von Nukleinsäuren als Träger von Erbinformationen. Um mit unterschiedlichen Molekülen einer Zelle wie zum Beispiel Nukleinsäuren (DNA und RNA) und Proteinen arbeiten zu können, müssen diese von anderen Zellbestandteilen abgetrennt und gereinigt werden. Die Entdeckung verkürzte die Vorbereitungszeit für Plasmide, kleine ringförmige DNA-Moleküle einer Bakterienzelle, von zwei bis drei Tagen auf zwei Stunden.
Qiagen erhielt Wagniskapital u. a. von TVM (Techno Venture Management). Weitere Meilensteine in der Entwicklung des Unternehmens waren der Gang an die US-amerikanische Technologiebörse NASDAQ im Jahr 1996 als bis dato erstes deutsches Unternehmen sowie im selben Jahr die Gründung der Holding Qiagen N.V. im niederländischen Venlo. Im darauffolgenden Jahr folgte die Notierung an der Frankfurter Börse.
Die Umsätze stiegen auf 466 Millionen US-Dollar im Jahr 2006, die Mitarbeiterzahl wuchs auf mehr als 1800. Im Juni 2007 erfolgte die Übernahme der „Digene Corp.“ für rund 1,6 Milliarden US-Dollar. Damit etablierte sich Qiagen als ein Anbieter im Markt für die molekulare Diagnostik. Weitere strategisch wichtige Zukäufe umfassten die Übernahme der britischen DxS Ltd. in Manchester im Jahr 2009 und damit die Ausweitung des Produktangebots um therapiebegleitende Diagnostika für die personalisierte Medizin sowie des australischen Unternehmens Cellestis im Jahr 2011 und eines Verfahrens für den Nachweis latenter Tuberkulose.
Ende 2011 kündigte Qiagen an, im Rahmen eines umfassenden Restrukturierungsprogramms 300 bis 380 der nunmehr weltweit rund 3800 Stellen streichen zu wollen. Zum Jahresende 2021 wurden weltweit 6.000 Mitarbeiter beschäftigt.
Im Jahr 2013 hat Qiagen seine Geschäftstätigkeit mit den Übernahmen der Softwarefirmen Ingenuity Systems und CLC bio auf den Bereich der Bioinformatik erweitert. Die Akquisitionen stehen im Zusammenhang mit der Entwicklung einer eigenen Systemlösung für die Gensequenzierung, mit der Qiagen speziell auf den diagnostischen Markt abzielt.
Anfang 2015 gab Qiagen bekannt, dass das Unternehmen die Geschäftseinheit Enzyme Solutions von Enzymatics übernommen hat. Mit dieser Übernahme erwarb Qiagen umfassende Kompetenzen für die Umsetzung seiner Strategie, einen vollständigen Arbeitsablauf für Next Generation Sequencing anzubieten.
Im November 2015 stellte Qiagen das Genereader NGS System vor, den weltweit ersten Komplett-Workflow für Next-Generation-Sequencing, der alle Arbeitsschritte von der Vorbereitung der Primärprobe bis hin zur Erstellung eines Abschlussberichts abdeckt.
Im Januar 2018 wechselte Qiagen das Listing von der US-Börse NASDAQ zur NYSE. Im April 2018 übernahm Qiagen das spanische Diagnostikunternehmen STAT-Dx und stellte den QIAstat-Dx basierend auf der akquirierten Technologie vor. Im September gab das Unternehmen eine Partnerschaft mit NeuMoDx zur Vermarktung einer PCR-Automatisierungsplattform bekannt.
Im Jahr 2019 gab Qiagen die Übernahme von Formulatrix-Anlagen zur Entwicklung einer digitalen PCR-Plattform bekannt. Eine weitere Übernahme war die von N-of-One, einem privaten US-amerikanischen Unternehmen zur Unterstützung molekularer Entscheidungen und Pionier bei der klinischen Interpretation komplexer genomischer Daten, um das Angebot an QCI-Bioinformatik mit Real World Insights zu erweitern.
Im März 2020 gab der US-Konzern Thermo Fisher Scientific ein öffentliches Übernahmeangebot für Qiagen bekannt; dabei sollten mindestens 75 Prozent der Aktien zu 39 Euro, ca. 23 Prozent über dem damaligen Börsenkurs, aufgekauft werden. Die Offerte wurde durch Vorstand und Aufsichtsrat von Qiagen zuerst abgelehnt und später unterstützt.
Deutlich erhöhte Umsätze im Zuge der Testnachfrage durch die COVID-19 Pandemie erhöhten den Unternehmenswert, Thermo Fisher erhöhte das Angebot auf 43 Euro. Das Übernahmeangebot lief im August 2020 aus, bis zu diesem Zeitpunkt waren jedoch lediglich 47 Prozent der Aktien angedient worden, so dass die geplante Übernahme scheiterte. Qiagen musste daraufhin eine vertraglich vereinbarte Kostenerstattung in Höhe von 95 Millionen US-Dollar an Thermo Fisher Scientific zahlen.
Seit Anfang 2020 arbeitet Qiagen eng mit Regierungen und Gesundheitsbehörden weltweit zusammen, um die Verfügbarkeit von COVID-19-Tests sicherzustellen und den Bedarf von Kunden aus Klinik und Forschung abzudecken. Das Unternehmen bietet derzeit ein umfassendes Portfolio von SARS-CoV-2-Testlösungen an. Die Tests und Kits umfassen manuelle bis automatisierte Probenverarbeitung mit niedrigem bis hohem Durchsatz, Single-Plex- bis Multi-Plex-Tests, Tests auf aktive Infektionen und den Nachweis früherer viraler Expositionen.
Im September 2021 stieg Qiagen in den deutschen Leitindex DAX auf.
Im Mai 2022 stärkte Qiagen mit dem Erwerb des Mehrheitsanteils des Enzym-Herstellers BLIRT S.A. das Geschäft mit Probentechnologien.
Im Januar 2023 gab Qiagen die Übernahme von Verogen für 150 Millionen US-Dollar bekannt. Damit erwarb das Unternehmen NGS-Technologien für die Personenidentifizierung und Forensik sowie die Datenbank GEDmatch.

## Produkte
Die Angebotspalette von Qiagen umfasst heute Sample to Insight Testtechnologien sowie Automationsverfahren für diese Technologien. Diese schließen Reagenzien, Laborinstrumente sowie Softwarelösungen für die Bioinformatik ein. Das Unternehmen bedient mit diesen Produkten die Märkte für molekulare Diagnostik, akademische Forschung, pharmazeutische Industrie sowie angewandte Testverfahren. Qiagen verfügt nach eigenen Angaben über das breiteste Portfolio an molekularen Testtechnologien, die in Form offener Nachweis-Kits und als Tests mit festen Untersuchungszielen angeboten werden. Insgesamt umfasst das Produktangebot des Unternehmens mehr als fünfhundert Produkte, über tausend Patente sind auf den Namen Qiagen eingetragen.

### Einsatzgebiete und Anwendungsbeispiele
Qiagen konzentriert sich auf Marktsegmente mit vielversprechenden Wachstumschancen. Kern dieser Strategie sind fünf Wachstumsträger. Basis sind die Probentechnologien, der erste Schritt in jedem Laborprozess. Zu den Wachstumsträgern gehören außerdem die QuantiFERON-Franchise mit ihrem führenden Test für den Nachweis einer latenten Tuberkulose-Infektion, die syndromische Testlösung QIAstat-Dx für den Nachweis mehrerer Erreger in einem einzigen Durchgang, die Hochdurchsatz-PCR-Testplattform NeuMoDx sowie die digitale PCR-Testtechnologie QIAcuity.
Im Bereich der molekularen Diagnostik werden die Testtechnologien von Qiagen von Kunden in Krankenhäusern und medizinischen Laboren dazu eingesetzt, Erkrankungen oder Infektionen anhand ihrer genetischen Spuren festzustellen und durch diese Nachweise Therapien zu entwickeln. Qiagen bietet etwa 120 verschiedene Tests an, mit denen Viren, Bakterien, Parasiten sowie genetische und pharmakogenetische Merkmale nachgewiesen werden können.
Auch im Markt für angewandte Testverfahren, also in der Forensik, können Probenvorbereitungs- und Testtechnologien von Qiagen eingesetzt werden. Anwendungsgebiete sind u. a. Täter- und Opferidentifikationen. Das Unternehmen bietet auch verschiedene COVID-19-Testverfahren an, darunter PCR-Tests sowie Produkte zur Sequenzierung und Testung von Abwasserproben.

## Konzern-Kennzahlen
| in USD               | 2017  | 2018  | 2019  | 2020  | 2021  | 2022  | 2023  | 2024  |
| -------------------- | ----- | ----- | ----- | ----- | ----- | ----- | ----- | ----- |
| Umsatz Mio.          | 1.418 | 1.502 | 1.526 | 1.870 | 2.252 | 2.142 | 1.965 | 1.978 |
| Ergebnis v. St. Mio. | 114,4 | 225,7 | −77,8 | 429,5 | 625,8 | 512,6 | 429,8 | 121,2 |
| Bilanzsumme Mio.     | 5.039 | 5.748 | 5.236 | 5.913 | 6.147 | 6.288 | 6.115 | 5.690 |
| Dividende je Aktie   | 0,00  | 0,00  | 0,00  | 0,00  | 0,00  | 0,00  | 0,00  | 0,00  |
| Mitarbeiter          | 4.688 | 4.952 | 5.096 | 5.610 | 6.028 | 6.178 | 5.967 | 5.765 |

## Börse
Die Aktie von Qiagen wird an der US-amerikanischen Börse NYSE und der Börse in Frankfurt im Prime Standard gehandelt und ist Bestandteil des TecDAX war seit September 2018 auch im MDAX notiert. Seit dem 20. September 2021 wird Qiagen im auf 40 Mitglieder erweiterten Deutschen Aktienindex (DAX) notiert. Seitdem ist das Unternehmen nicht mehr Teil des MDAX.